# ベルカ (レーダー)
ベルカ（ロシア語: «Белка»）は、ロシア連邦のV・V・チホミーロフ記念機器製作科学研究所（NIIP）が開発した航空機用のアクティブ・フェーズドアレイ・レーダー(AESA)で、Su-57に搭載される。型式はN036(当初はN050)。名称は、ロシア語で「リス」を意味する。製造はリャザン国家機器製造工場（GRPZ）が担っている。本レーダーの生産にあたっては60億ルーブルが工場の近代化に割り当てられた。

## 設計
ベルカはSu-35用に開発されたイールビスの技術を元とした、8-12GHzの周波数帯を使用するXバンド・レーダーで、敵レーダー波を正面に送り返すのを防ぐために15度で上方に傾けて取り付けられた70×90 cmの大きさのフロントアレイに1,552個のヒ化ガリウム製T/Rモジュールが備えられている。
ベルカのうちN036-1-01は、400km先の8目標と同時交戦中に空対空で30目標、空対地で4目標の同時捕捉が可能とされ、空対空と空対地モードの同時使用も可能であるとされる。また、AESAアンテナを利用したECM機能や秘匿通信機能を備えている。
側面レーダーとの連帯により航空機の軸周りの方位角において空中目標の追尾角度を最大±135度まで拡張可能である。
制御にはN036UVSコンピューター及びプロセッサが使用される。
レーダーシステムはモジュール式で設計されており、後から追加機能を統合することができるほか、既存のレーダーの換装用としても用いることが可能だとされる。スホーイはSu-35搭載のイールビスを将来的に本レーダーに換装することができるとしている。

## 開発年表
- 2007年:MAKSで最初のフルサイズのモックアップを公開。
- 2008年:機器の開発と最初のプロトタイプの組み立てを開始[7]。
- 2009年:MAKSにおいてプロトタイプを公開。
- 2011年:実際にT-50試作機に搭載して飛行テストを開始 (レーダーが搭載されているのは3号機以降)。
- 2012年:20回の飛行テストを実施[8]。既存のレーダーに匹敵する性能を示した[9]。
- 2015年:量産のための準備が完了[4]。
- 2016年:量産を開始した[2]。
- 2017年:R&D作業がほぼ完了し、既に最初の量産型が製造されていることがタス通信によるNIIP局長ユーリ・ホワイトへのインタビューで明らかとなった[10]。

## 派生型
N036-1-01
機首に搭載される基本型。
N036B-1-01B
機体側面に搭載。地上目標監視のため15度下方に傾けて装備されている。幅500mmの大きさのアレイに36個に分けた計358個のT/Rモジュールを搭載する。レーダー自体の形状は六角形であるがモジュール部分は楕円形となっており、最終的な設計で予定されている追加の40個以上のモジュールを収容するのに十分なサイズを有している。機首レーダーのN036-1-01と同様にXバンドを使用するが、空中目標探索に使用される垂直偏波とは対照的に、地上標的探索に対してより効果的な水平偏波となっている。探索範囲は±60度。T-50-4試作機より装備されている。
N036L-1-01
主翼前縁外翼部に搭載。Lバンドを使用する。主として敵味方識別装置(IFF)として機能するが地上及び空中目標を識別するレーダーとしても機能する。T-50-3試作機より装備。

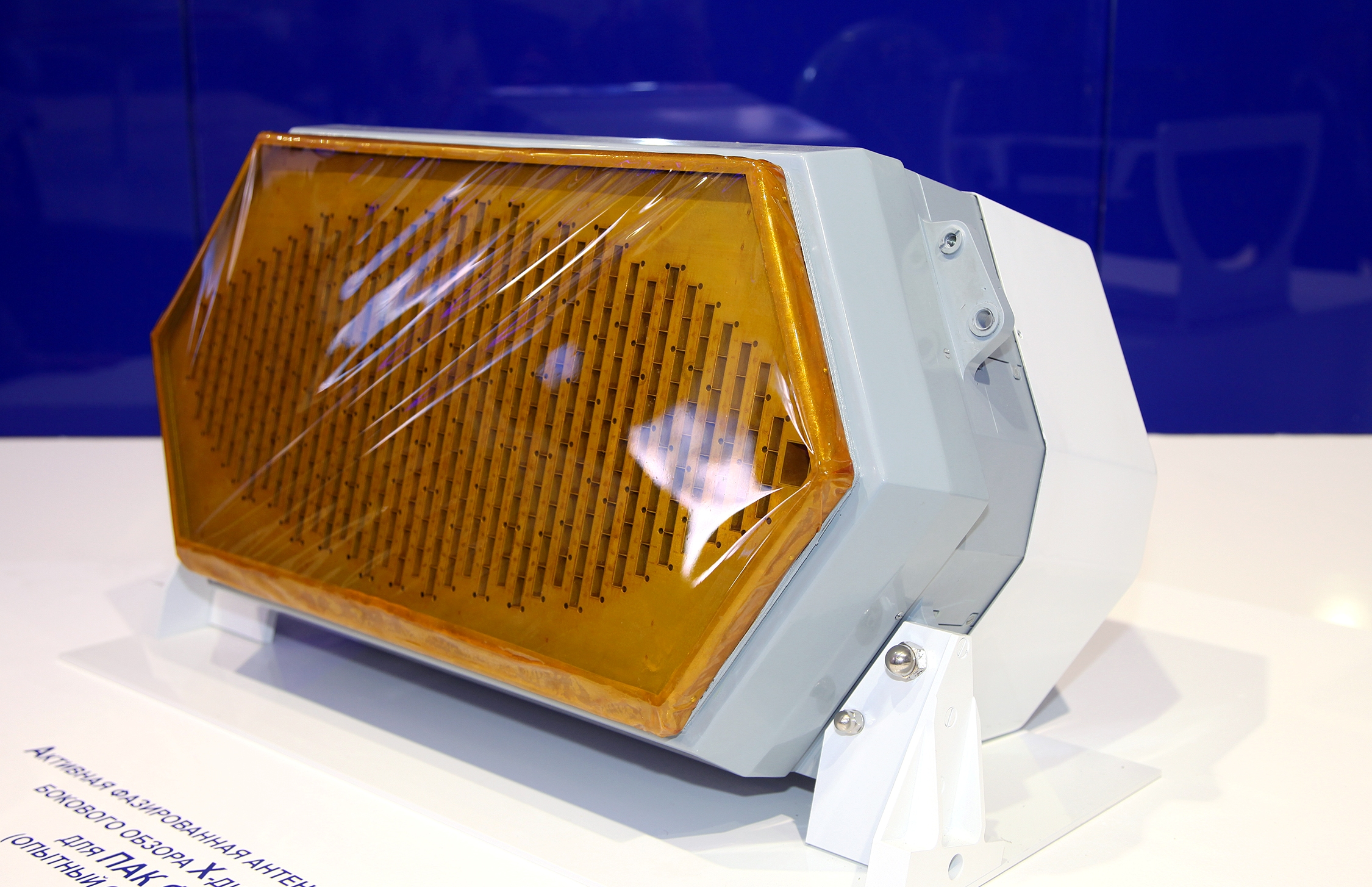
N036B-1-01B
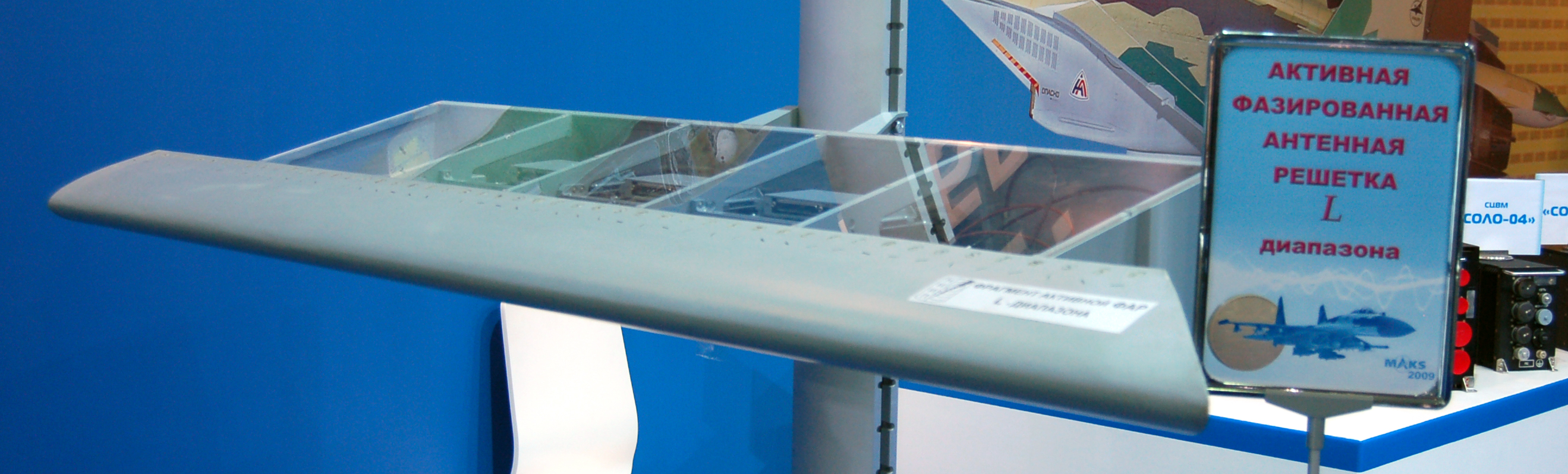
N036L-1-01